# Jacob Fatu
Jacob Fatu (n. 18 aprilie 1992, Sacramento, California, SUA) este un wrestler profesionist american. Este semnat cu WWE, unde luptă în SmackDown și este WWE United States Champion în prima sa domnie. Este, de asemenea, cunoscut pentru perioada petrecută în Major League Wrestling (MLW), unde a fost o dată MLW National Openweight Champion și o dată MLW World Heavyweight Champion, deținând recordul pentru cea mai lungă domnie din istoria acestui titlu, de 819 zile.
Fatu face parte din familia de wrestleri profesioniști Anoaʻi. Este fiul lui Sam Fatu (cunoscut mai ales sub numele de Tama și Tonga Kid) și nepotul lui Solofa Jr. (Rikishi) și Eddie Fatu (Umaga). Fatu a fost antrenat de unchiul său Rikishi și și-a făcut debutul în wrestlingul profesionist în 2012, luptând în diverse promoții independente între 2012 și 2019. Apoi a semnat cu MLW, unde a concurat următorii cinci ani înainte de a se alătura WWE.